# 郭順
郭順（1885年12月10日—1976年4月16日），字景春
/和辉，广东香山县环城人，中國近代實業家，永安百货公司家族成員，兄郭樂。

## 生平
郭順早年曾為澳洲華僑，並於民國初年從事畜牧業。隨後，他創辦了合利果肆，並兼任雪梨永安公司總經理。民國七年（1918年），他成立了中澳輪船公司，並於民國八年（1919年）當選為澳洲華僑商會會長。民國九年，他應浙江省大吏的召喚，代表澳洲華僑回國，開始積極參與中國實業的發展，特別是在三門灣農墾事業上進行籌辦。他於民國十年（1921年），積極投資並創辦了永安紡織股份有限公司，資本達一千萬，並逐步擴大其產業規模。他收購並整合了多家紡織廠，逐步建立起以永安為核心的紡織業集團，包括永安第一廠、第二廠及第三廠，並成功引進歐美先進技術，實現自紡、自織、自染的目標。此間，他也拓展了相關的產業，設立了漂染印花廠，並成功將永安紡織公司打造成中國紡織業的領軍企業。此外，郭順積極參與多個企業及機構的管理工作，擔任了永安人壽保險公司上海分行參事、緯通合記紡織公司董事長、上海華商紗布交易所理事等職位，並且是上海市興業信託社、新華行、香港永安水火保險公司等企業的董事。他亦曾擔任國營招商局監事會監事、全國經濟委員會棉業統制委員會委員，並在上海公共租界工部局擔任華董。